# Matěj Krocín
Matěj Krocín nebo Krocinovský (asi 1583 Chrudim – 7. ledna 1648 Žitava) byl protestantský kněz, pobělohorský exulant a autor spisů o pronásledování nekatolíků.

## Životopis
Na kněze byl vysvěcen v roce 1612. Nejprve vedl duchovní správu v Mladé Boleslavi, pak v Polné. V roce 1618 se stal se farářem v Rychnově nad Kněžnou, později děkanem v Nymburce.
Od roku 1621 v době násilné rekatolizace se skrýval a roku 1624 odešel do exilu. Do Čech se vrátil roku 1631 se saským vojskem, které dobylo Prahu. Zde poté působil v Týnském chrámu jako pomocník zdejšího faráře Martina z Dražova. Po znovudobytí Prahy byl vyhoštěn do Saska. Odsud se tajně vrátil a usadil v Borku u Turnova. Na základě udání byl zajat a vězněn, ale 15. srpna 1636 podepsal revers, kterým se zavázal opustit Čechy. V případě návratu mu hrozil trest smrti, tedy pokud by mezitím neopustil svou víru. Přesunul se do Žitavy, kde vydal celou řadu náboženských spisů včetně vzpomínky na své uvěznění Carceres Crociniani.
Svou knihovnu odkázal městu Žitavě. Exulanti Pavel Krupský zvaný Pacovský (Paulus Cruppius, †1667) a Pavel Černovický (asi 1590–1632) rovněž darovali své obsáhlé knihovny Žitavě. Jedná se o tzv. „Crupiovu knižní sbírku“ a část knih z této exulantské sbírky již byla dohledána. Sbírka Matěje Krocínovského se ale ztratila a je po ni pátráno.

## Dílo
- Carceres Crociniani (1644) – vzpomínky na své uvěznění

- Kázání velebící Samuela z Dražova

- Speculum exulum Christi aneb pobožné a křesťanské předestřeší o bídném a žalostivém pro pravdu Kristova evangeliaem dopuštění Božího vypověděných[2]

## Zajímavosti
Po Matěji Krocínovi byla pojmenována jeskyně v Besedických skalách, ve které se údajně skrýval při svém pobytu na Turnovsku.